# Catherine Ribeiro chante Ribeiro Alpes
Catherine Ribeiro chante RIBEIRO Alpes est un double album live de Catherine Ribeiro, enregistré le 10 février 2007 à Palaiseau.

## Commentaire
À 66 ans, la voix de l'artiste évolue certes un peu vers les graves, mais elle apparait miraculeusement préservée. Elle n'a rien perdu de son pouvoir émotionnel, ni de sa force de conviction.
Sur les quinze titres, cinq datent de la période avec Alpes (en comptant la version 2007 de Paix), sept viennent d'albums postérieurs (dont deux sur son précédent live en 2005, et Boogie alpin est inédit pour la musique.
Techniquement, l'enregistrement montre un bel équilibre entre la voix de la chanteuse et les instruments. Les titres ont été réarrangés par Francis Campello, dans un genre rock assez pur. L'ensemble est homogène, très enlevé, apaisé, couvrant 35 ans du parcours de l'artiste.

## Liste des titres
Les textes sont tous de Catherine Ribeiro ; la composition musicale est de Patrice Moullet, sauf indication contraire :
1. Jusqu'à ce que la force de t'aimer me manque - 04:29
2. Un regard clair (Obscur) - 04:53
3. Dis-moi qui tu embrasses - 04:48 (Patrice Lemoine)
4. Parle-moi d'un homme heureux - 06:47
5. Le manque - 04:13
6. Carrefour de la solitude - 05:49 (Christian Taurines, Francis Campello)
7. Racines - 04:36 (Anne Sylvestre)
8. Boogie alpin - 06:25 (Francis Campello)
9. Pour une fois encore - 05:08
10. Attendre pas - 04:12
11. Elles - 04:31
12. Stress et strass - 05:13
13. La traînitude - 04:29 (Thierry Matioszek)
14. La pierre et le vent - 04:54
15. Paix 007 - 17:06

## Musiciens
- Catherine Ribeiro – Chant
- Francis Campello - Guitare basse
- Gilles Thémelin - Claviers
- Christophe Bourumeau - Guitare
- Luc Heller - Batterie
- Jean-Yves Lozac’h - Pedal steel guitare

## Source
- Philippe Thieyre, in Rock & Folk n°492, 2008